# Ramdolla-Mossi
Ramdolla-Mossi est une localité du Burkina Faso, dans le département de Barga, la province du Yatenga et la région du Nord. 

## Population
Lors du recensement de 2006, on y a dénombré 1 721 habitants. Comme son nom l'indique – pour la distinguer de Ramdolla-Peulh –, ce sont des Mossi.